# ابن كمال باشا
شيخ الإسلام شمس الدين أحمد چلبى بن شجاع الدين سليمان بن كمال پاشا (ت. 1535 م)، ويُعرف باسم كمال پاشا زاده، أو كمال باشا أوغلو، أو ابن كمال نسبةً إلى جده كمال پاشا، (بالتركية: Kemalpaşazâde)(ت 940 هـ/1534م) مؤرخ وفقيه عثماني وقاضي من العلماء بالحديث ورجاله من أكبر علماء العالم الإسلامي في عهده، تركي الأصل. كان معلمًا للأمير بايزيد (السلطان بايزيد الثاني)، توفي في إسطنبول ودُفن في قبر والده كمال پاشا. بعد إتمام حفظه للقرآن الكريم، درس شمس الدين أحمد اللغة العربية وآدابها والمنطق والفارسية على يد علماء أماسيا. انخرط في السلك العسكري وخدم كفارس سباهية مع السلطان بايزيد الثاني وشارك في حملاته. توصل إلى استنتاج مفاده أن هيبة العلماء أعلى من هيبة الأمراء وقرر الانتقال إلى طبقة العلم. تعلم في أدرنه، وولي قضاءها ثم تولى الإفتاء بالآستانة إلى أن مات.
ويعتبر المؤرخون الأدبيون ابن كمال مؤرخًا مهمًا وخبيرًا في أسلوب الكتابة الأدبية الرفيعة في بلاط السلطان، متأثرًا بالنصوص الفارسية.
وقد بذل ابن كمال پاشا جهودًا كبيرة من أجل التصدي لفعاليات انتشار الفرق الباطنية التي كانت تحت تأثير «إيران» في الأراضي العثمانية. 

## أسرته
كان ابن كمال پاشا ينتسب من جهة والده إلى طبقة الأمراء، ومن جهة والدته إلى طبقة العلماء. ولذلك نشأ في بيئة جمعت بين العلم والعسكرية، غير أنه وجّه جهوده في شبابه إلى طلب العلم، فكرّس له ليله ونهاره، وترك الحياة العسكرية تمامًا، موقِفًا حياته كلها على العلم والمعرفة.

## سيرته

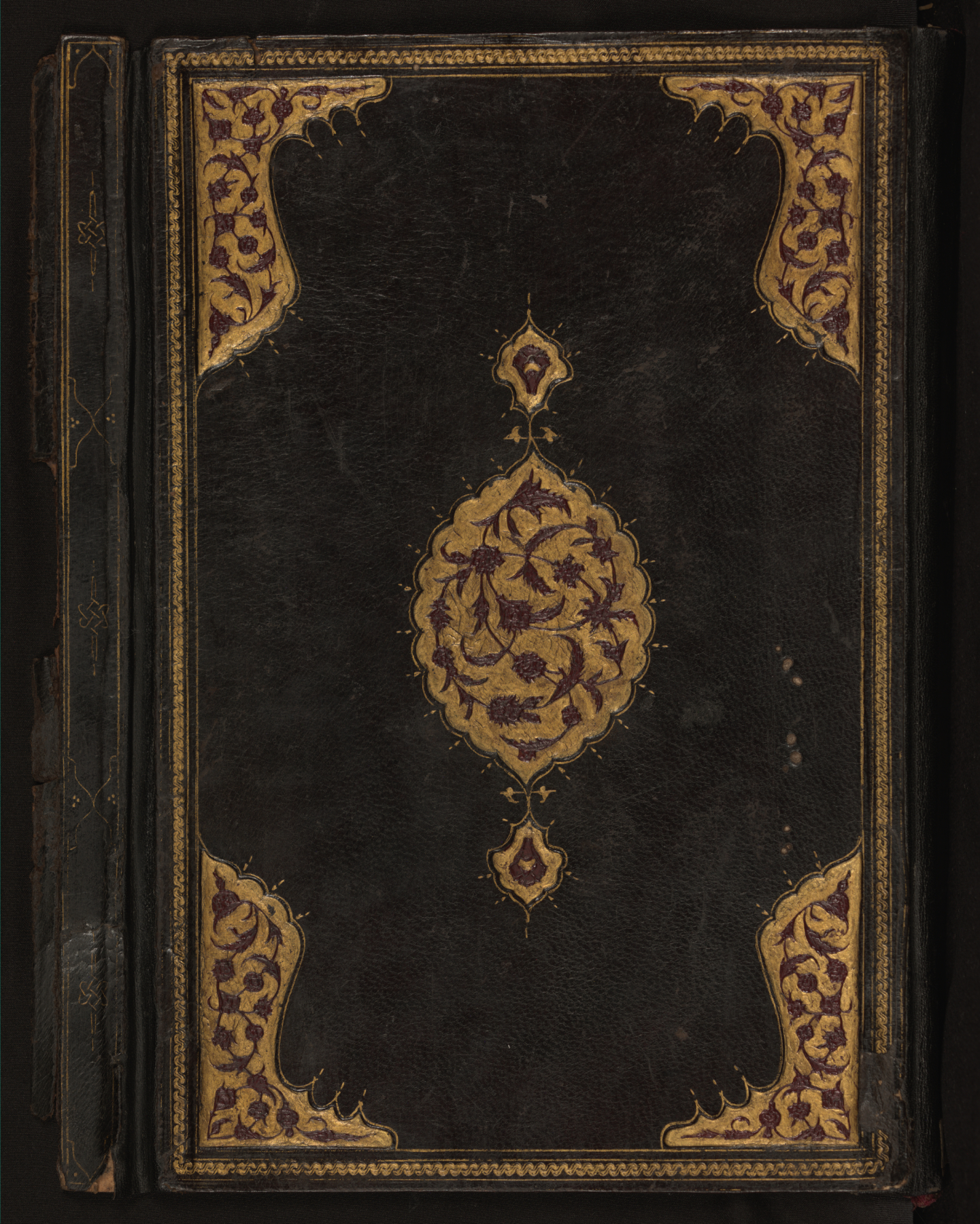
حاشية من تأليف كمال باشا زاده على تفسير القرآن الكريم الذي ألفه عبد الله البيضاوي (وفاة: 685 هـ/1286 م) بعنوان"أنوار التنزيل". نُسخت هذه النسخة الأنيقة سنة 966 هـ/1558م، وهي من خط المؤلف على يد عثمان بن منصور. النص مكتوب بخط النستعليق التركي بالحبر الأسود مع كلمة قال وقول باللون الأحمر، ويبدأ ببداية مضاءة مع عنوان منقوش عليه الصيغة التسبيحية (البسملة). الغلاف الجلدي ذو اللون البني الداكن يحتوي على شكل بيضاوي مفصص في المنتصف مع قِلادات وقطع زاوية ذات تصميمات عربية على أرضية ذهبية.

هو شمس الدين أحمد بن سليمان بن كمال باشا، عاش زمن السلطان سليم الأول والسلطان سليمان القانوني، الذي نصَّبه قاضيًا، ثم صار مفتيًا للدولة العثمانية.
عُيين قاضيًا في أدرنه في عام 921هـ/1515م وقاضي عسكر الأناضول في 14 شعبان 922 هـ/12 سبتمبر 1516م وأثناء خدمته في هذا المنصب، كان يحظى باحترام كبير من قبل السلطان.
شارك أثناء الحملة المصرية في تعداد سكان مصر كمساعد لخاير بك الذي تم تعيينه حاكمًا عامًا لمصر. ويروى أنه عندما تناثر الطين من أقدام حصانه عند عودته من هذه الحملة ولطخ قفطان السلطان سليم الأول، صرح السلطان سليم بأن «الطين المتناثر من أقدام العلماء سيكون مصدر زينة وشرف» وأوصى بأن يُغطى قفطانه نعشه بعد وفاته. 

## سبب تركه للحياة العسكرية
روى ابن كمال پاشا بنفسه حادثة كانت سببًا في عدوله عن الحياة العسكرية وتركه لها، وتحوّله إلى سلوك طريق العلم والانشغال به.
«كنا في حملة مع «السلطان بايزيد خان» الولي» وكان عند السلطان كل من إبراهيم پاشا و أورانوس پاشا صاحب مقامٍ عالٍ عند السلطان فلا يجرؤ أحد من الأمراء على التقدم عليه أو الجلوس في مكان أعلى منه بجوار السلطان. وفي إحدى المرات وبينما كنا نجلس مع السلطان في أحد المجالس إذا برجل يرتدي ملابس قديمة بالية يدخل علينا المجلس، ويجلس في مكان يعلو الأمراء. وقد تحيرت للغاية؛ لأن أحدًا من الأمراء لم يمنعه من ذلك. فقلت لِمَنْ بجواري: "من هذا الشخص الذي يأتي ويجلس في مكان أعلى من «أوْرانُوسُ أوغلو»؟ فقيل لى: "إنه الملا لطفي» رجل عالم وفاضل"، فسألت: "كم راتبه؟" فقيل: "30 درهماً" فقلت بتعجب: "كيف لرجل مثل هذا يأخذ هذا القدر من الراتب أن يتقدم على قائد كبير مثل «أَوْرانُوسُ أوغلو»؟" فقال لي مَنْ حولي: "إن هؤلاء العلماء يلقون هذا التعظيم بسبب عظمة العلوم الدينية التي عندهم» ولا يرضى الباشوات والقادة الذين تميزوا بالعلم والعرفان والآداب وضعاً مخالفا لهذا!". ونظرًا لأنني كنت أشعر بأنني لن أصل إلى تلك المرتبة الكبيرة هؤلاء القادة وكنت أشعر بنفسي أميل أكثر للجانب العلمي وأنني سأبرز أكثر في هذا الجانب العلمي، فقد تركت الحياة العسكرية وجعلت جل اهتمامي بالعلوم الشريفة».
وبعد هذا الترجيح الذي قام به «ابن كمال باشا» أصبح يلقب بلقب «فريد العصر» حتى إنه عَيّن شيخا للإسلام في الدولة العثمانية بعد وفاة «زَنْبيلليِ علي أفندي»، فكان شيخ الإسلام التاسع عشر في الدولة العثمانية.

## تصانيفه
قال التاجي: قلَّما يوجد فن من الفنون وليس لابن كمال باشا مصنَّف فيه.
له تصانيفُ كثيرة، منها (طبقات الفقهاء) و(طبقات المجتهدين) و(مجموعة رسائل) تشتمل على 36 رسالة، ورسالة في (الكلمات العربية) نشرت في المجلد السابع من مجلة المقتبس، و(رسالة في الجبر والقدر) و(إيضاح الإصلاح) في فقه الحنفية، و(تاريخ آل عثمان) في تاريخ الدولة العثمانية و(تغيير التنقيح) في أصول الفقه.
له مؤلفات شتى، منها قصة «يوسف وزليخة». عهد إليه بترجمة «النجوم الزاهرة» لأبي المحاسن ابن تغري بردي، إلى التركية.

## شهرته
زادت شهرته مع الرسالة التي كتبها في عهد السلطان سليم الأول من أجل إعداد الرأي العام العثماني ضد الصفويين، من خلال انتقاد الشاه إسماعيل الصفوي وعقيدته والتصريح بأن الحرب مع الشيعة تعتبر جهادًا.
كان كمال باشا زاده، الذي نال حب واحترام السلاطين الثلاثة الذين عاش في عهدهم، عالماً متعدد المواهب أنتج أعمالاً في مجالات العلوم الدينية مثل الحديث والتفسير والفقه، فضلاً عن التاريخ والأدب والفلسفة واللغة والطب. ومع علمه بالعديد من العلوم والأعمال التي أنتجها في هذه المجالات، ويعتبر من أعظم ممثلي العلم والثقافة العثمانية في النصف الأول من القرن 16.

## وفاته
عندما حانت ابن كمال پاشا وفاته أوصي بأنه: إذا كنتُ في سكرات الموت، أن يجلس شخص بجواري ليقرأ القرآن بالتأني والتأمل، وأن يكرر كلمة الشهادة، وإذا قُبض روحي فليقم أربعة عشر شخصا بذكر كلمة التوحيد 70 ألف مرة، ويهبوا ثوابها لي، وليتم التصدق بالمال عليهم. وليقم بتغسيلي شخص صالح لم يغسل ميتا قبل. ولا يؤمر بالصلاة علي النبي جهرًا في جميع الجوامع، بل يكفي الصلاة علي النبي صلى الله عليه وسلم في جامع الفاتح فحسب. وليتم تجنب كل الأشياء التي ليست من السنة في جنازتي وليشيعوني بشكل متواضع. وليكن قبري في مكان مرتفع قليلا على الطريق في مقابر المسلمين، على ألا يتم تعلية القبر، وليضعوا حجرًا غير منحوت على القبر ليكون علامة فقط. وعندما أدفن لا يُذبح شيء، بل يتم التصدق بالمال على الفقراء، وأوصي بخمسة آلاف أقجه تدفع لشخص ليحج عني بها، وعليكم أن تقبلوا وتنفذوا وصيتي هذه".
وعلى حسب تلك الرواية قال في آخر نفس له: "لقد علمنا أن القدوم والرحيل حق، قد راح القدوم وأتى الرحيل والسلام"، ثم أسلم روحه لبارئها. وقد أرخ لوفاته هذا الدعاء: "يا أحد نجنا مما نخاف" رحمة الله عليه.